# 尾花沢市立福原中部小学校
尾花沢市立福原中部小学校（おばなざわしりつ ふくはらちゅうぶしょうがっこう）とは、2014年まで山形県尾花沢市にあった公立小学校である。南北に長い尾花沢市の西部にあった。300mほどの直線距離のところを国道13号線や奥羽本線、山形新幹線が走っていて、南東1㎞ほどのところに尾花沢市立福原中学校がある。少し離れた西側を蛇行する最上川が酒田市に向かって北上する。140年の歴史があった。

## 概要
校舎の北側に校庭があり、更にその北側の「学校山」がシンボル的な存在であった。
学校行事では校内スキー大会があり、尾花沢市のスキー大会にも参加していた。
児童会で国道と県道の交差点附近の緑地帯に花を植栽したり、沿線沿いの清掃活動をしていた。

## 沿革
- 2014年（平成26年）3月 - 閉校
- 2014年（平成26年）4月 - 尾花沢市立福原小学校へ統合される。

## 教育目標
たくましく生きる子どもの育成
- 健やかな子ども
- 学ぶ子ども
- 心あわせる子ども[1]

## アクセス
- 奥羽本線/北大石田駅より徒歩25分